# Ołeksandr Bielawski
Ołeksandr Bielawski, ukr. Олександр Бєлявський (ur. 17 grudnia 1953 we Lwowie) – ukraiński szachista i trener szachowy (FIDE Senior Trainer od 2004), reprezentant Słowenii od 1996, arcymistrz od 1975 roku.

## Kariera szachowa

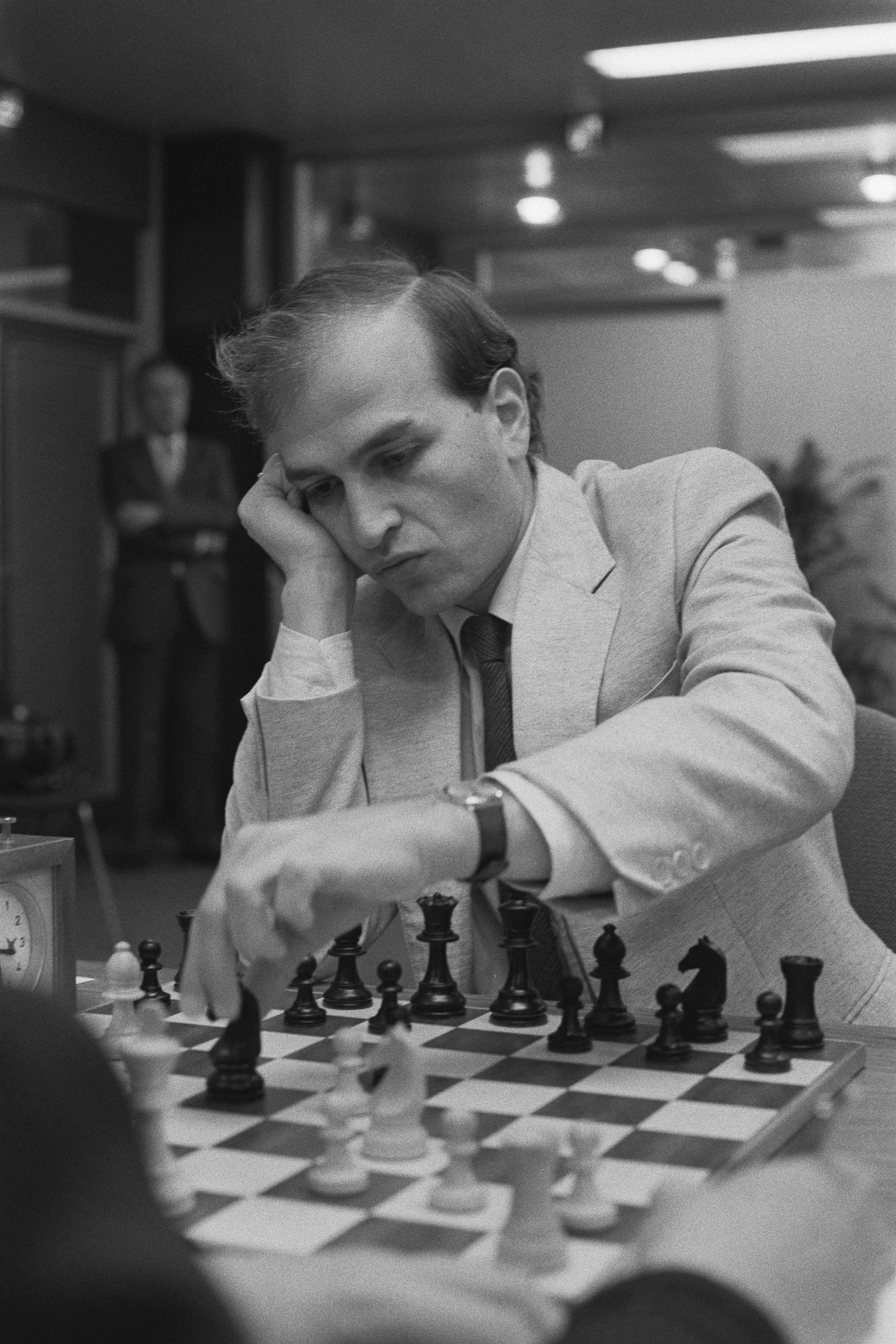
Ołeksandr Bielawski, Tilburg 1986

W 1971 r. został w Groningen wicemistrzem Europy juniorów do lat 20, a w 1973 r. w Teesside – mistrzem świata juniorów w tej samej kategorii wiekowej. Czterokrotnie zdobył tytuł mistrza Związku Radzieckiego (1974, 1980, 1987, 1990). W latach 80. i 90. należał do ścisłej światowej czołówki. Od 1982 r. regularnie uczestniczył w rozgrywkach o tytuł mistrza świata, dwukrotnie awansując do grona pretendentów: w 1983 r. w ćwierćfinale meczu pretendentów uległ Garriemu Kasparowowi 3 – 6, natomiast w 1985 r. w turnieju pretendentów w Montpellier zajął VI-VII m. Był również pięciokrotnym uczestnikiem pucharowych turniejów o tytuł mistrza świata, dwukrotnie awansując do IV rundy (najlepszej szesnastki): w 1997 r. przegrał w tej fazie rozgrywek z Nigelem Shortem, a w 2004 – z Aleksandrem Griszczukiem. W 1996 r. zdobył w Grize tytuł indywidualnego mistrza Słowenii.
Wielokrotnie reprezentował ZSRR, Ukrainę i Słowenię w rozgrywkach drużynowych, m.in.:
- piętnastokrotnie na olimpiadach szachowych (w latach 1982, 1984, 1988, 1990, 1992, 1996, 1998, 2000, 2002, 2004, 2006, 2008, 2010, 2012, 2014); siedmiokrotny medalista: wspólnie z drużyną – czterokrotnie złoty (1982, 1984, 1988, 1990) oraz indywidualnie – srebrny (1984 – za wynik rankingowy) i dwukrotnie brązowy (1982 – na IV szachownicy, 1984 – na I szachownicy)[6],
- dwukrotnie na drużynowych mistrzostwach świata (w latach 1985, 1989); czterokrotny medalista: wspólnie z drużyną – dwukrotnie złoty (1985, 1989) oraz indywidualnie – złoty (1989 – na II szachownicy) i srebrny (1985 – na V szachownicy)[7],
- jedenastokrotnie na drużynowych mistrzostwach Europy (w latach 1983, 1989, 1992, 1997, 1999, 2001, 2003, 2005, 2007, 2009, 2011); czterokrotny medalista: wspólnie z drużyną – dwukrotnie złoty (1983, 1989) i srebrny (1992) oraz indywidualnie – srebrny (1983 – na V szachownicy)[8].

Oprócz tego, w 1984 r. był najlepszym zawodnikiem drugiego meczu ZSRR – reszta świata, zdobywając 3½ pkt w 4 partiach.
Na swoim koncie posiada wiele samodzielnych bądź dzielonych zwycięstw w turniejach międzynarodowych, m.in.:
- 1970 – Suchumi,
- 1972 – Sombor,
- 1978 – Alicante, Kijów,
- 1979 – Bogota, Frunze,
- 1980 – Bukareszt, Taszkent, Wiedeń (wspólnie z Borisem Spasskim i Johnem Nunnem),
- 1981 – Tilburg,
- 1982 – Sarajewo (turniej Bosna),
- 1984 – Wijk aan Zee (turniej Hoogovens, wspólnie z Wiktorem Korcznojem),
- 1985 – Londyn,
- 1986 – Tilburg, Soczi (wspólnie ze Svetozarem Gligoriciem i Rafaelem Waganjanem),
- 1989 – Amsterdam (turniej OHRA), Aker Brygge,
- 1990 – Monachium, Amsterdam (turniej OHRA),
- 1993 – Belgrad,
- 1994 – León (turniej szachowy),
- 1996 – Polanica-Zdrój (memoriał Akiby Rubinsteina), Bled, Graz, Čačak,
- 1998 – Frankfurt nad Menem (szachy szybkie, wspólnie z Janem Timmanem),
- 1999 – Portoroż (memoriał Milana Vidmara),
- 2000 – Pula (turniej strefowy),
- 2001 – Portoroż (memoriał Milana Vidmara),
- 2002 – Lublana, Kopenhaga (turniej Politiken Cup, wspólnie z Siergiejem Tiwiakowem i Rubenem Felgaerem),
- 2003 – Portoroż (memoriał Milana Vidmara, wspólnie z Emilem Sutowskim),
- 2005 – Portoroż (memoriał Milana Vidmara), Minneapolis (wspólnie z Arturem Jusupowem, Jewgienijem Najerem i Ildarem Ibragimowem),
- 2010 – Szentgotthárd,
- 2015 – Nova Gorica[9].

W latach 80. i 90. Bielawski był wielokrotnie notowany w pierwszej dziesiątce listy rankingowej FIDE (najwyższy osiągnięty ranking: 2710 punktów 1 lipca 1997 r., co wówczas odpowiadało ósmej pozycji na świecie).
W 1985 został odznaczony Orderem Przyjaźni Narodów.
Jest autorem bądź współautorem kilku książek o tematyce szachowej.

## Publikacje
- Winning Endgame Technique, Batsford 1995, ISBN 0-7134-7512-9.
- Winning Endgame Strategy, Batsford 2000, ISBN 0-7134-8446-2.
- Modern Endgame Practice, Batsford 2000, ISBN 0-7134-8740-2 (wszystkie trzy wspólnie z Adrianem Michalczyszynem)
- Caro-Kann-Verteidigung – richtig gespielt, Beyer 1996, ISBN 3-89168-035-X (wspólnie z Anatolijem Karpowem)